# Rite of Spring Tour
Die Rite of Spring Tour war eine Mini-Konzerttournee der britischen Progressive-Rock-Band Yes im Frühjahr 2011, die sie kurz nach dem Abschluss ihrer Arbeiten an ihrem Album Fly from Here absolvierten (das Album und die dazugehörige Tournee folgten schließlich im Juli 2011.) Namensgebend für die Tournee war das Orchesterwerk Le sacre du printemps von Igor Strawinsky, aus dem ein Ausschnitt für das Intro der Konzerte benutzt wurde.

## Hintergrund
Die Rite of Spring Tour begann am 6. März 2011 in Houston und endete am 31. Mai des gleichen Jahres in Mexiko-Stadt. Dabei trat die Band ausschließlich in kleinen Hallen, Theatern und Clubs in Nordamerika auf. Bei ihren Auftritten spielte die Band Material aus allen Yes-Alben aus der Zeit von 1971 bis 1983 (lediglich das 1978 erschienene Album Tormato wurde dabei ausgeklammert.)
Es war die zweite und gleichzeitig letzte Yes-Tournee mit Oliver Wakeman als Yes-Mitglied. Bereits inmitten der Arbeiten an Fly from Here, erfuhr der Keyboarder, dass die Band im Laufe der Arbeiten auf Vorschlag von Trevor Horn, dem Produzenten des Albums, immer mehr mit dem ehemaligen Yes-Keyboarder Geoff Downes zusammengearbeitet hatte und diesen fortan als Vollzeit-Keyboarder verpflichten wollte. Daraufhin verließ Wakeman zwar die Band, war jedoch vertraglich verpflichtet, die Rite of Spring Tour noch zu absolvieren. In einem späteren Interview machte Wakeman seinem Ärger über den plötzlichen Rauswurf Luft.

## Setlist

### Beispiel-Setlist
- Intro (excerpt from Le sacre du printemps)
- Parallels
- Tempus Fugit
- Yours Is No Disgrace
- Soon (excerpt from ‚The Gates of Delirium‘)
- Close to the Edge
- Turn of the Century
- Leaves of Green (excerpt from ‚The Ancient‘)
- To Be Over (Steve Howe solo)
- I’ve Seen All Good People
- South Side of the Sky
- Machine Messiah
- Long Distance Runaround
- The Fish (Schindleria Praematurus)
- Owner of a Lonely Heart
- Starship Trooper
- Roundabout

## Tourdaten
| Nr.                 | Datum               | Stadt               | Land                | Veranstaltungsort                | Anmerkungen            |
| Leg 1 – Nordamerika | Leg 1 – Nordamerika | Leg 1 – Nordamerika | Leg 1 – Nordamerika | Leg 1 – Nordamerika              | Leg 1 – Nordamerika    |
| ------------------- | ------------------- | ------------------- | ------------------- | -------------------------------- | ---------------------- |
| 1                   | 6. März 2011        | Houston             | Vereinigte Staaten  | House of Blues                   |                        |
| 2                   | 7. März 2011        | Dallas              | Vereinigte Staaten  | House of Blues                   |                        |
| 3                   | 9. März 2011        | New Orleans         | Vereinigte Staaten  | House of Blues                   |                        |
| 4                   | 11. März 2011       | St. Petersburg      | Vereinigte Staaten  | Jannus Live                      |                        |
| 5                   | 12. März 2011       | Orlando             | Vereinigte Staaten  | Orange Avenue                    | WMMO Downtown Concerts |
| 6                   | 14. März 2011       | Jacksonville        | Vereinigte Staaten  | Florida Theatre                  |                        |
| 7                   | 15. März 2011       | Fort Pierce         | Vereinigte Staaten  | Sunrise Theatre                  |                        |
| 8                   | 18. März 2011       | Chicago             | Vereinigte Staaten  | House of Blues                   |                        |
| 9                   | 19. März 2011       | Chicago             | Vereinigte Staaten  | House of Blues                   |                        |
| 10                  | 20. März 2011       | Grand Rapids        | Vereinigte Staaten  | Orbit Room                       |                        |
| 11                  | 22. März 2011       | Cleveland           | Vereinigte Staaten  | House of Blues                   |                        |
| 12                  | 24. März 2011       | Durham              | Vereinigte Staaten  | Performing Arts Center           |                        |
| 13                  | 25. März 2011       | Charlotte           | Vereinigte Staaten  | The Fillmore Charlotte           |                        |
| 14                  | 26. März 2011       | Louisville          | Vereinigte Staaten  | Palace Theatre                   |                        |
| 15                  | 29. März 2011       | New Bedford         | Vereinigte Staaten  | Zeiterion Performing Arts Center |                        |
| 16                  | 30. März 2011       | Jim Thorpe          | Vereinigte Staaten  | Penn’s Peak                      |                        |
| 17                  | 1. April 2011       | Hampton Beach       | Vereinigte Staaten  | Casino Ballroom                  |                        |
| 18                  | 2. April 2011       | Atlantic City       | Vereinigte Staaten  | Tropicana Casino and Resort      |                        |
| 19                  | 4. April 2011       | Washington, D.C.    | Vereinigte Staaten  | Warner Theatre                   |                        |
| Leg 2 – Nordamerika |                     |                     |                     |                                  |                        |
| 20                  | 28. Mai 2011        | Monterrey           | Mexiko              | Arena Monterrey                  |                        |
| 21                  | 31. Mai 2011        | Mexiko-Stadt        | Mexiko              | Auditorio Nacional               |                        |

## Band
- Benoît David: Gesang, Gitarre
- Steve Howe: Gitarre, Pedal-Steel-Gitarre, Hintergrundgesang
- Chris Squire: Bass, Hintergrundgesang, Mundharmonika
- Oliver Wakeman: Keyboards
- Alan White: Schlagzeug, Percussion